# Зграда Педагошке академије
Зграда Педагошке академије се налази у Неготину и представља непокретно културно добро као споменик културе.

## Историја
Зграда је подигнута за потребе Учитељске школе у Неготину, која је почела са радом 1910. године као мушка учитељска школа. 
Како школа није имала своје просторије одлучено је да се подигне зграда. За локацију су биле предвиђење две варијанте – прва, у средини вароши код старе цркве, а друга, простор на коме се зграда данас налази.
Градња је почела 15. априла 1912. године, након што је Начелство округа, септембра 1911.  интервенисало код Министарства просвете да се одобри кредит за њену изградњу. Радове су, међутим, успорили Балкански ратови, па се школа тек 1914. уселила у нову зграду.
Првобитно је зграда Учитељске школе, па Педагошке академије, Више школе за образовање васпитача и данас Уметничке школе „Стеван Мокрањац” и Високошколске јединице Неготин одељења врањског Педагошког факултета, имала само приземље и спрат. У новије време, условљено потребама за повећањем школског простора, згради је дозидан још један спрат, чиме је нарушена складност пропорција у односу на спољашњи изглед грађевине, односно њених силуета.
Већ педесетих година се видело да је зграда мала за потребе школе, па је стручна комисија предложила да се дозида још један спрат. Средства су обезбедили Републички фонд за школство, Срески народни одбор у Зајечару и Народни одбор општине Неготин. Радови су почели 13. јула 1962. и завршени су 1963. године.

## Изглед
Зграда је грађена за потребе адекватног коришћења по пројекту београдског архитекте Јована Новаковића, са стилским елементима српсковизантијске архитектуре. 
Грађена је као слободан објекат у простору, са главном фасадом према Тргу Моше Пијаде, данас Трг Ђорђа Станојевића, са средишњим ризалитом у чијој је основи улаз, на спрату наглашени прозорски отвори сачуване сале. 
Централни део основе заузима степенишни хол, док се у продужним трактовима формирају групе низова учионица, школских канцеларија и кабинета. 